# Acantholimon gilliatii
Acantholimon gilliatii är en triftväxtart som beskrevs av William Bertram Turrill. Acantholimon gilliatii ingår i släktet Acantholimon och familjen triftväxter. Inga underarter finns listade i Catalogue of Life.